# 1803 en Lorraine
Chronologie de la Lorraine
- 1799
- 1800
- 1801
- 1802
- 1803
- 1804
- 1805
- 1806
- 1807

Cette page est une liste d'événements qui se sont produits durant l'année 1803 en Lorraine.

## Éléments contextuels

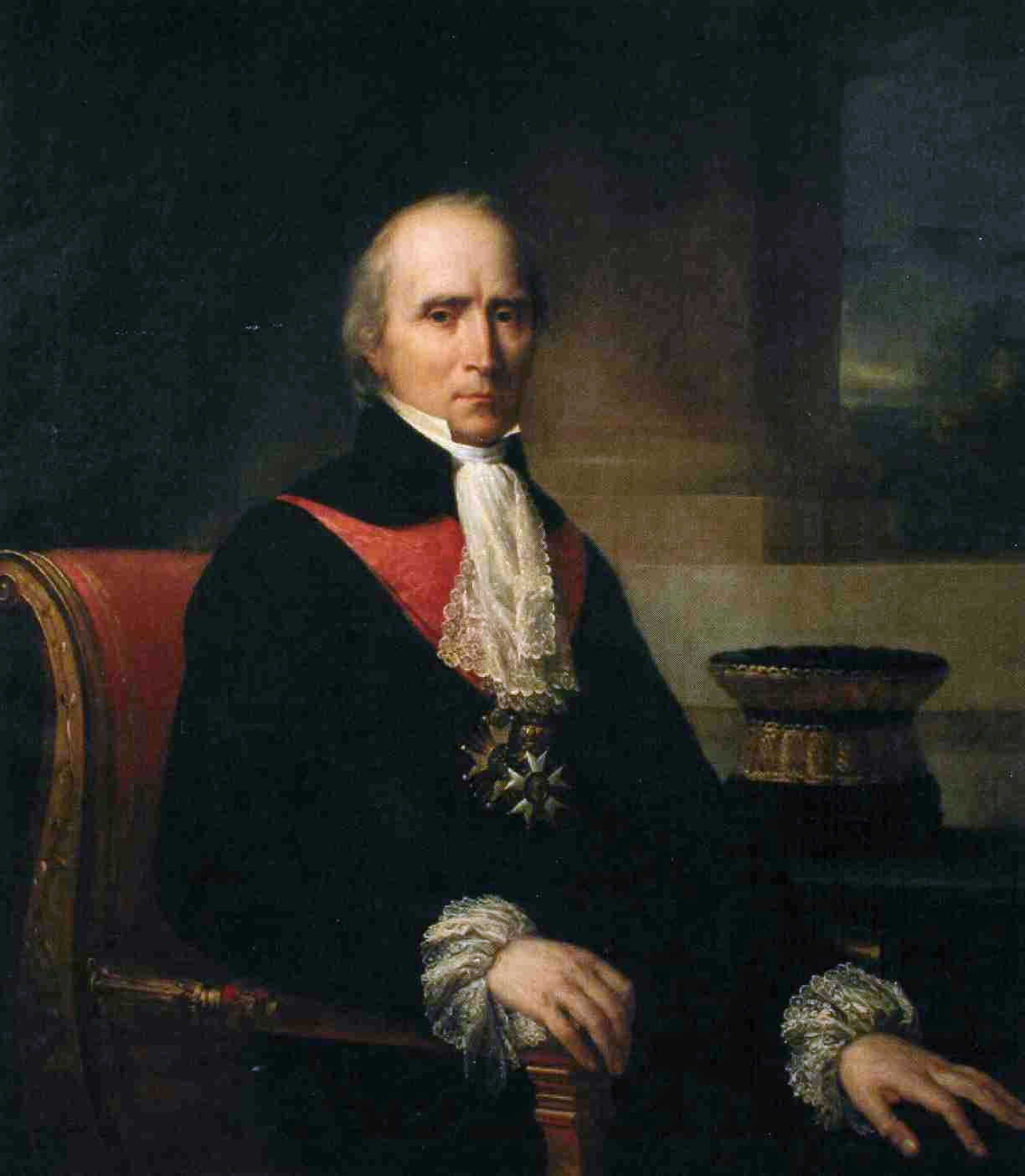
François Barbé de Marbois.

- Parmi les Lorrains ayant servi l'Empire, les Messins Roederer et François Barbé de Marbois ; celui-ci, après avoir négocié le traité de cession de la Louisiane aux États-Unis (1803), devient ministre du Trésor puis président de la Cour des comptes, une fonction qu'il exercera jusqu'en 1834.

## Événements
- Est élu député de la Moselle : Nicolas François Berteaux, secrétaire général de la préfecture de Metz, il est député de la Moselle de 1803 à 1808; et Jean-Jacques Dumaire.
- L'église réformée reçoit un statut, comme l'église catholique. Le pasteur Félice prête serment à Metz[1].
- Avril : création de la Chambre consultative des Manufactures d'Art et des Métiers du département de la Meurthe.

## Naissances

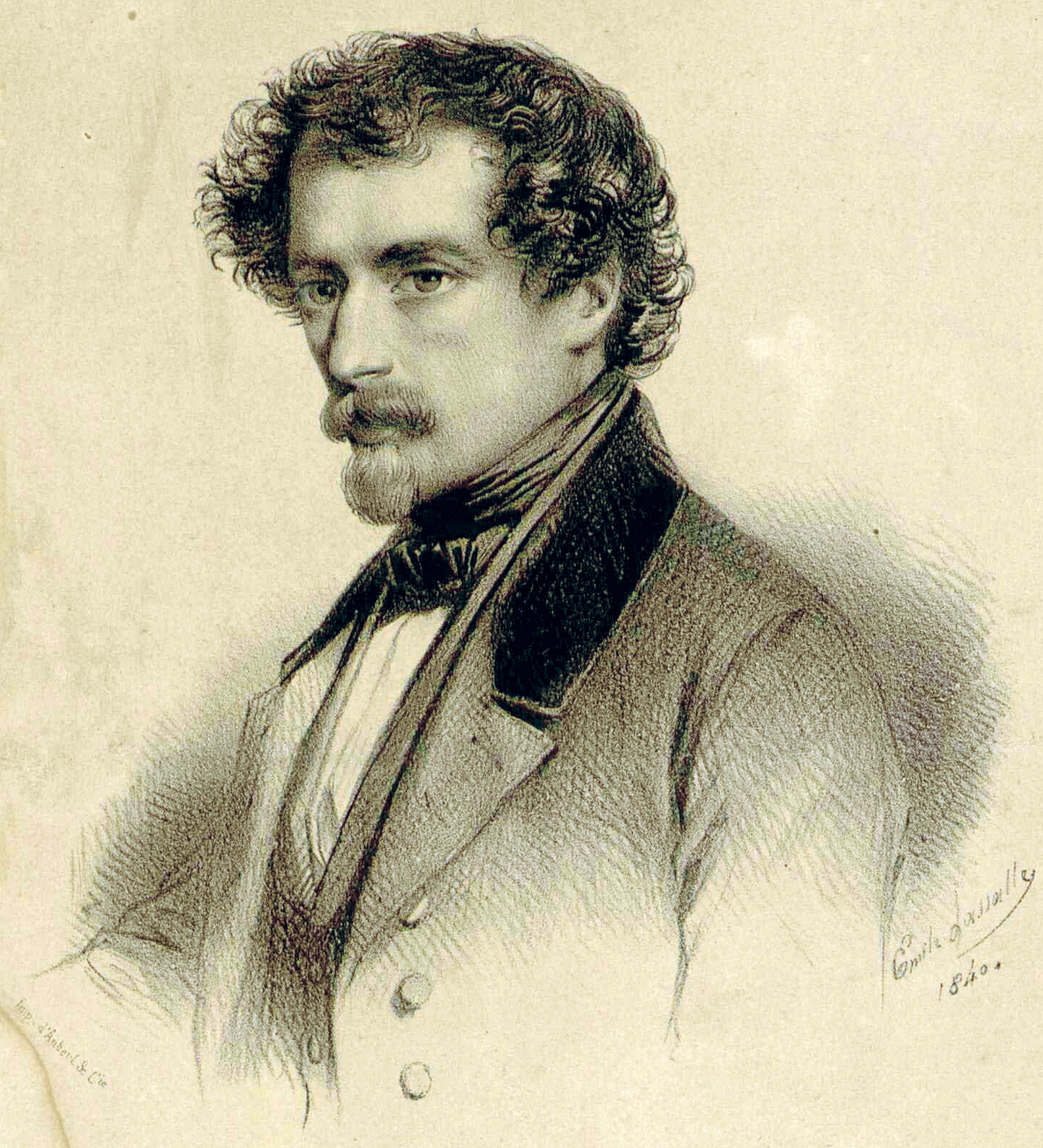
Grandville.

- à Metz : Pierre-François Gautiez (décédé en 1856), architecte français. Il fut architecte diocésain en Moselle sous le Second Empire.
- 12 janvier à Nancy : Pierre Victor Alexandre Ficatier, mort le 18 novembre 1880 à Pau, dans les Pyrénées-Atlantique[2], auteur et militaire français.
- 28 janvier à Charmes : Charles Didion, ingénieur français mort le 26 janvier 1882 à Paris.
- 11 mars à Saint-Dié : Melchior Alcide Febvrel, homme politique français né le 11 mars 1803, décédé le 21 novembre 1877 à Jarménil (Vosges).
- 16 mars à Lunéville : Antoine Viox, homme politique français décédé le 27 juin 1874.
- 6 avril à Lunéville : Victor Ferry, homme politique français décédé le 22 mai 1883 à Nancy (Meurthe-et-Moselle). Avocat, il s'occupe surtout de la gestion de ses propriétés. Républicain et catholique fervent, il est l'un des animateurs de la Société de Saint-Vincent-de-Paul. Il est député de la Meurthe de 1848 à 1849, siégeant à gauche.
- 16 avril à Rochesson : Jean-Joseph Christophe[3], mort le 10 août 1863 à Soissons, prélat de l’Église catholique, évêque de Soissons et de Laon.
- 24 avril à Saint-Dié v: Jean-Étienne Berce, entomologiste français, mort le 29 décembre 1879 à Paris.
- 18 mai à Verdun : François Rittiez, mort à Paris le 12 novembre 1870, avocat, journaliste, historien et militant républicain français du XIXe siècle.
- 13 septembre à Nancy : Grandville, ou Jean-Jacques Grandville, pseudonyme de Jean Ignace Isidore Gérard, mort le 17 mars 1847 à Vanves, caricaturiste, illustrateur et lithographe français.
- 31 octobre à Toul : Félix Liouville, mort le 7 avril 1860 à Paris, avocat français.
- 3 novembre à Épinal : Pierre Guilgot est un homme politique français décédé le 28 septembre 1867 à Épinal.

## Décès
- 30 janvier à Bar-sur-Ornain (Meuse) : Jean Frédéric Krieg, né le 21 juin 1730 à Lahr en (Brisgau), général allemand de la Révolution française.
- 12 février à Bar-sur-Ornain : Jean Louis Simien, né le 10 décembre 1736 à Roybon (Isère), général de brigade de la Révolution française.